# Параллактический треугольник
Параллактический треугольник (навигационный треугольник, PZX-треугольник) — в астронавигации сферический треугольник на небесной сфере, вершинами которого являются полюс (P), зенит (Z), и какое-либо выбранное светило (X). Другими словами, параллактический треугольник образован взаимным пересечением небесного меридиана, круга высоты и круга склонения.
Сторонами треугольника служат дуги PZ = 90° - φ, ZR = z и PR = 90° - δ, где φ — широта на которой находится наблюдатель, z — зенитное расстояние светила, а δ — его склонение.
Углы треугольника в свою очередь: при вершине Z = 180° — A, где A — это азимут, при вершине P = t, то есть равен часовому углу и третий угол, при светиле R, обозначается q и называется параллактический угол.
Конфигурация параллактического треугольника зависит от широты, на которой находится наблюдатель, и от времени.

## Применение
Решение параллактического треугольника позволяет определить координаты места наблюдения, а также рассчитать моменты времени восхода и захода светил применительно к месту наблюдения, азимуты светил при восходе и заходе, определить местное звёздное время.

## Астрономические треугольники
Частными случаями параллактических треугольников являются астрономические треугольники, используемые для перехода между различными системами сферических координат, используемых в астрономии при помощи формул сферической тригонометрии.
Первый астрономический треугольник используется для перевода координат из первой экваториальной системы в горизонтальную и обратно.
Второй астрономический треугольник используется для перевода координат из второй экваториальной системы в эклиптическую и обратно.
Третий астрономический треугольник используется для перевода координат из второй экваториальной системы в галактическую и обратно.

Первый астрономический треугольник PZR
Второй астрономический треугольник RPM
Третий астрономический треугольник GPR